# Франк, Сезар
Сеза́р Франк (фр. César Franck, полное имя Сеза́р Огю́ст Жан Гийо́м Юбе́р Франк (César-Auguste-Jean-Guillaume-Hubert Franck); 10 декабря 1822, Льеж — 8 ноября 1890 год, Париж) — французский композитор и органист бельгийского происхождения.

## Биография
Франк родился в немецко-бельгийской семье — его мать была родом из Ахена, отец, банковский служащий, — из бельгийской деревни Геммених. В 1830 году Франк поступил в Льежскую консерваторию, которую спустя четыре года окончил с отличием по классам сольфеджио и фортепиано; его основным учителем был директор консерватории Жозеф Доссуань-Мегюль, у которого Франк в 1833—1835 гг. продолжил брать частные уроки гармонии. Вдохновлённый музыкальными успехами сына, отец Франка смог организовать весной 1835 года серию концертов в Ахене, Льеже и Брюсселе.
В том же году семья перебралась в Париж, где Франк поступил в консерваторию в класс профессора Антонина Рейхи. В 1838, 1839 и 1841 году Франк получил первые премии на выпускных экзаменах по классам фортепиано, контрапункта и органа соответственно. У Франка была возможность участвовать в конкурсе на получение Римской премии, однако по настоянию отца он вернулся в Бельгию, где успешно выступал как пианист и органист-виртуоз.
В Бельгии Франк создаёт первые сочинения: Фортепианное трио (1843) и наброски к оратории «Руфь».
Два года спустя Франк против воли отца вновь уезжает в Париж, где пишет симфоническую поэму «Что слышно на горе» и начинает работу над оперой «Слуга напрокат». В 1853 году он получает место органиста в церкви Сен-Жан-Сен-Франсуа дю Маре. Вдохновлённый искусством известного органиста Жака Лемменса, Франк начинает работать над совершенствованием своего исполнительского мастерства, в частности, техники педалей и импровизации. 1 декабря 1859 года Франку было доверено первое исполнение на только что построенном органе работы знаменитого мастера Аристида Кавайе-Колля в церкви Святой Клотильды. На должности органиста в этой церкви Франк работал до конца жизни.
В 1871 году Парижскую консерваторию покинул руководитель класса органа Франсуа Бенуа, освободившееся место было предложено Франку. Для этого требовалось наличие французского гражданства, и композитор согласился его принять. Официально Франк возглавил класс в феврале 1872 года. Среди его учеников — ряд известных органистов и композиторов, в том числе Венсан д’Энди, Эрнест Шоссон и Ги Ропарц.
С 1874 года Франк создавал многочисленные произведения в различных жанрах — оратории, камерные ансамбли, фортепианные и органные сочинения и др. В 1885 году композитор был награждён Орденом Почётного легиона, а год спустя стал президентом Национального музыкального общества.
Франк умер в 1890 году от плеврита, возникшего после гриппа. Похоронен в Монруже; позднее прах перенесён на кладбище Монпарнас.
Творческое и педагогическое наследие Франка хранил, прежде всего, его ученик д’Энди, основавший в 1894 году парижскую Schola Cantorum, а затем и его ученики, учредившие в 1935 году Школу Сезара Франка.

## Творчество

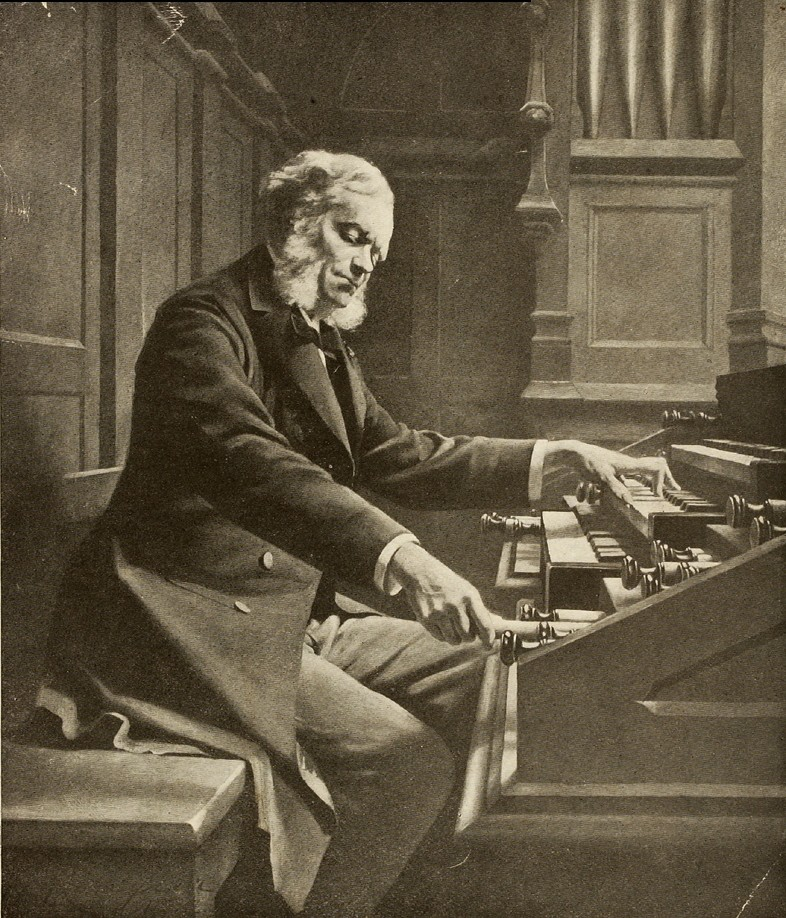
Сезар Франк за органом

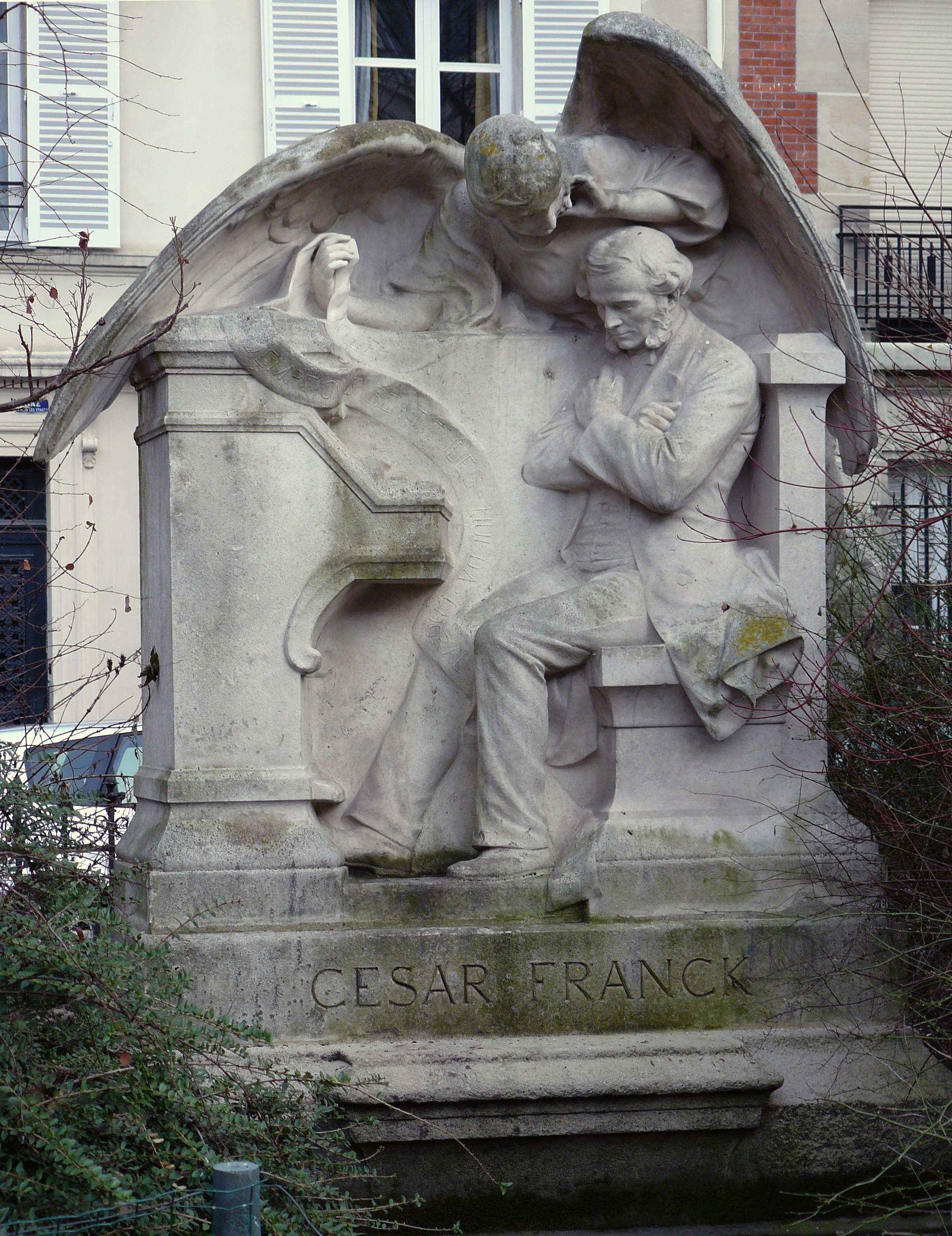
Памятник композитору С. Франку скульптора Альфреда Ленуара

Франк — один из крупнейших композиторов XIX века. Его творчество оказало влияние на последующее поколение французских композиторов, в том числе на Эрнеста Шоссона, Клода Дебюсси, Мориса Равеля. Франк применял в своих сочинениях принцип так называемого «сквозного развития», основанный на использовании нескольких тем, развивающихся из одной и проводимых во всех частях, и их объединении в финале, что придавало структуре произведения большу́ю устойчивость и законченность. Неотъемлемую часть наследия Франка составляют сочинения для органа — инструмента, которым композитор прекрасно владел. Многие называют его величайшим из композиторов для этого инструмента после Баха. Органные композиции Франка, написанные в типичном позднеромантическом стиле, с многочисленными модуляциями и элементами импровизации, послужили предшественниками масштабных сочинений Шарля Видора, Луи Вьерна, Марселя Дюпре.

## Основные сочинения Франка

### Оперы
- «Страделла» (1841)
- «Слуга напрокат» (1851—1853)
- «Хульда» (1879—1885)
- «Гизелла» (1888—1890)

### Сочинения для хора и оркестра
Оратории:
- «Руфь» (1845)
- «Искупление» (1871)
- «Заповеди блаженства» (1869—1879)
- Торжественная месса

### Сочинения для оркестра
- Большая симфония G-dur (1840)
- Симфония d-moll (1883)

Симфонические поэмы:
- «Эолиды» (1876)
- «Про́клятый охотник» (1882)
- «Джинны» (с фортепиано; 1884)
- «Психея» (с хором; 1886—1888)
- Симфонические вариации для фортепиано с оркестром (1885)

### Сочинения для органа
- Шесть пьес для большого органа
  - Фантазия C-dur
  - Большая симфоническая пьеса
  - Прелюдия, фуга и вариация
  - Пастораль
  - Молитва
  - Финал
- Хорал E-dur
- Хорал h-moll
- Хорал a-moll
- Фантазия A-dur
- Кантабиле
- Героическая пьеса

### Сочинения для фортепиано
- Эклога
- Большое каприччио
- Прелюдия, хорал и фуга
- Прелюдия, ария и финал
- Концерт для ф-но с оркестром

### Камерные сочинения
- Соната для скрипки и фортепиано (1886)
- Струнный квартет D-dur
- Фортепианное трио (1843)
- Квинтет для фортепиано, двух скрипок, альта и виолончели (1879)